# Vox (dessinateur)
 (novembre 2018).
Pour les articles homonymes, voir Vox.
Vox, né le 27 décembre 1974, est un dessinateur de bande dessinée français.

## Œuvre
- The Beatles en bandes dessinées[1], scénario de Gaët's, Petit à Petit, 2008  (ISBN 978-2-84949-146-1)
- Les Contes en bandes dessinées

Contes africains, scénarios et dessins collectifs, Petit à Petit, collection Contes en bandes dessinées, 2008  (ISBN 978-2-84949-119-5)
Contes amérindiens, scénario d'Oliv', dessins de Vox, Bloop, Ben Lebègue, Céline Riffard, Christelle Lardenois, Sébastien Amouroux, Edwina Cosme, Freddy Dermidjan, Virginie Lambert, 2008  (ISBN 978-2-84949-139-3)
- Léo et Reboot, Pointe Noire

1. Lâche-moi la souris !, 2002  (ISBN 978-2-84553-074-4)

- Michael Jackson en bandes dessinées[2], scénario de Céka, Petit à Petit, 2009  (ISBN 978-2-84949-192-8)
- Les P'tits enfants de l'école Coluche, scénario et dessins collectifs, 2006  (ISBN 2-84949-049-0)
- Zak le muzikos, Éditions ANGE, collection Trublion

1. Le Rossignol libre de Paname, 2009  (ISBN 978-2-9526903-8-6)
2. Ça plane pour lui !, 2010  (ISBN 978-2-9526903-9-3)